# Alcoià
Alcoià là một ’’comarca’’ trong tỉnh Alicante, Cộng đồng Valencian, Tây Ban Nha.

## Các đô thị bên trong
- Alcoy/Alcoi
- Banyeres de Mariola
- Benifallim
- Castalla
- Ibi
- Onil
- Penàguila
- Tibi